# Крахмалёва, Анастасия Анатольевна

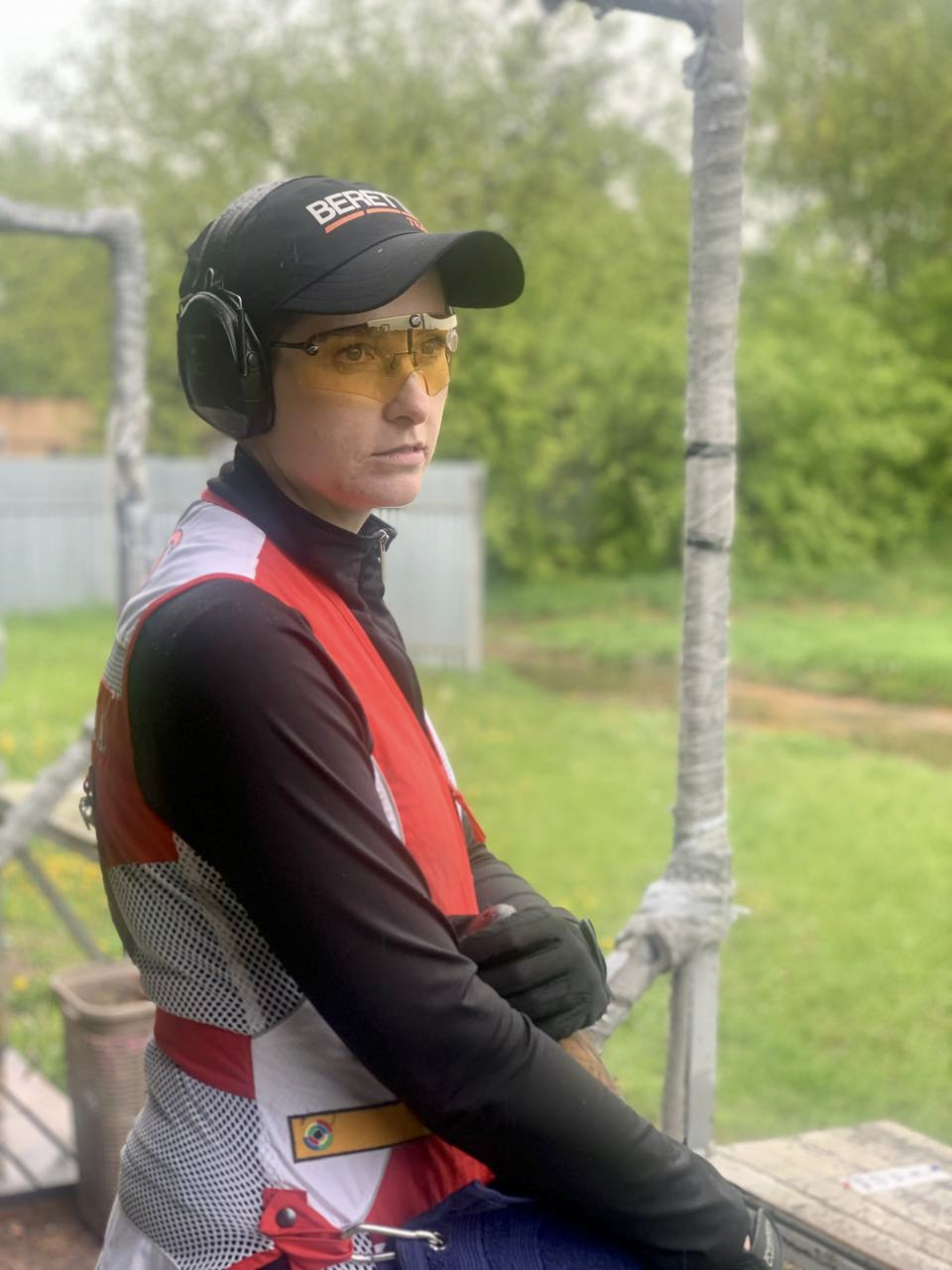
Анастасия Крахмалёва — МСМК по стендовой стрельбе

Анастасия Анатольевна Крахмалёва (род. 30 апреля 1986, Москва, СССР) — российский стрелок, выступающая в дисциплине скит. Призёр чемпионата мира 2017 года в командном ските, победительница Универсиады 2013 года в командном ските, многократная Чемпионка России. Мастер спорта России международного класса.
Лингвист-переводчик со знанием английского и итальянского языка.
С 2015 года выступает за ЦСКА. Инструктор команды по стрелковым видам спорта ЦСКА.
Автор статей для журналов: «Российский охотничий журнал», «Охота», «Охота и рыбалка XXI век». Героиня видеопроекта «Путь в охоту» журнала «Охота».
Автор канала «Хорошие ружья».

## Образование
Окончила Российский международный олимпийский университет по программе «Мастер спортивного администрирования» в 2022 г.
Окончила бакалавриат Воронежского государственного института физической культуры по направлению «Физическая культура» в 2017 году. В 2022 году окончила магистратуру Воронежский государственный институт физической культуры по направлению «Спорт».
Окончила с отличием бакалавриат и магистратуру факультета лингвистики Института иностранных языков Российского университета дружбы народов со специализацией «Теория коммуникации и международные связи с общественностью (PR)» в 2009 году.
Дополнительное образование
Окончила курсы профессиональной переподготовки специалистов «Центра прикладного менеджмента Института дополнительного профессионального образования РУДН» по программе «Менеджер по связям с общественностью и PR-технологиям»

## Достижения
Анастасия Крахмалёва — МСМК по стендовой стрельбе, выступает в упражнении СКИТ.
10 - кратный Чемпион России, обладательница нескольких рекордов России (в том числе абсолютного рекорда с результатом 75/75 в 2011 году, а также двух рекордов России в 2020 году)
Победитель Универсиады 2013 в командном зачете
Бронзовый призер Чемпионата мира 2017 года в командном зачете
Двукратный победитель Всемирных военных игр 2015
Победитель и бронзовый призер Чемпионата мира среди военных 2016
Серебряный и бронзовый призер Всемирных военных игр 2019
Трехкратный победитель и серебряный призер Чемпионата мира среди военных 2021
Многократный победитель и призер международных соревнований и Гран-при
Многократный победитель и призер Всероссийских соревнований этапов и Финалов Кубка России, а также Кубков, Чемпионатов Москвы и Московской области разных лет.
2023
- Бронза Чемпионат России (командный) в командном зачете (с Годованец А., Виноградова Н.) (г.Липецк);
- Бронза Всероссийские соревнования (г. Липецк);
- Золото Кубок Москвы (г. Москва);
- Бронза 3 этап Кубка России (г.Воронеж);
- Бронза 6 этап Кубка России (г. Липецк);
- Серебро Чемпионат Брянской области (г. Брянск);
- Бронза 8 этап Кубка России (г.Москва);
- Золото 10 этап Кубка России (г.Владивосток);
- Золото Чемпионат Москвы (г. Москва);
- Золото «Прощай, лето» в упражнении Спортинг  (г. Калуга);

2022
- Бронза Чемпионата России (личный) в упражнении СКИТ—Пара смешанная (с А.Белов) (г.Казань) 2022 год;
- Бронза Чемпионата России командный (г.Тетюши) в упражнении СКИТ 2022 год;

2021
- Три золота и одно серебро Чемпионата мира среди военных (CISM): золото в личном зачете упражнения ТРАП, золото в Пара смешенная в упр. ТРАП (с Скоробогатов А.), золото в Пара смешанная в упр. СКИТ (с Скоробогатов А.), серебро в личном зачете упражнения СКИТ ;
- Золото и две бронзы Чемпионата России (личный): бронза в личном зачете, золото в упражнении Пара смешанная (с А.Белов), бронза в командном зачете (с Годованец А., Белова И.) (г.Икша) 2021 год;
- Золото Кубка Москвы (г.Москва) 2021 год;
- Серебро 10 этапа Кубка России (г.Пенза) 2021 год;
- Серебро 7 этапа Кубка России (г.Икша) 2021 год;
- Золото 3 этапа Кубка России (г.Воронеж) 2021 год;
- Золото Кубка приморского края, посвященный памяти Слюсаренко В.П. (г.Владивосток) 2021 год;
- Золото Кубка Брянской области (г.Брянск) 2021 год;

2020
- Золото Чемпионат Московской области в личном зачете;
- Золото Чемпионат Московской области в смешанной паре;
- Серебро 2 этапа Кубка России в упражнении СКИТ 2020 год (Икша, Московская область);
- Серебро Чемпионата России в упражнении СКИТ – Смешанные пары (с Я.Старцев) 2020 год (г.Липецк);
- Золото Чемпионата России (командный) в упражнении СКИТ (в команде с  Н.Виноградова, А.Годованец) с рекордом России 2020 год (г.Казань);
- Бронза Чемпионата России в упражнении СКИТ – Смешанные пары (с Я.Старцев) 2020 год (г.Казань);
- Рекорд России в команде в упражнении СКИТ 353/375 2020 год;
- Рекорд России в квалификации в личном зачете 122/125 2020 год;

2019
- Золото в личном первенстве и золото в командном состязании на Командном Чемпионате России (Икша, Московская область) 2019 год;[2]
- Золото 8-го Этапа Кубка России по стендовой стрельбе (Каменск-Уральский. Свердловская область)  2019 год;
- Золото личного зачета Финала Кубка России по стендовой стрельбе (Икша, Московская область) 2019 год;[3]
- Серебро в упражнении смешанные пары в паре с Алексеем Беловым Финала Кубка России по стендовой стрельбе (Икша, Московская область) 2019 год;
- Бронза (в личном зачете) и серебро (в командном зачете) 7 Всемирные Военные Игры CISM (Ухань, Китай) 2019 год;

2018
- Золотая медаль командного Чемпионата России 2018 г. Краснодар .
- Золотая медаль в командном зачете на Emir Cup Nations 2018 Тоди. Италия.
- Серебряная медаль в личном зачете на Austria Trophy 2018. Leobersdorf. Austria.
- Золото в упражнении смешанные команды на Austria Trophy 2018. Leobersdorf. Austria.
- Золото личного Чемпионата России (г. Дмитров) 2018 год

2017
- Серебро 2 этапа Кубка России 2017 (г.Краснодар);
- Золото Чемпионат России(командный) 2017 [4](г.Икша);
- Золото Всероссийские соревнования 2017[4] (г.Икша);
- Бронза Всероссийские соревнования 2017 в упр. смешанные команды (с Я.Старцев);
- Бронза Финал Кубка России 2017;
- Бронза чемпионата мира 2017 в[5] г.Москва в команде;

2016
- Золото 1-го этапа Кубка России 2016[6];
- Золото Командного Чемпионата России 2016[7] (г.Липецк);
- Серебро Финала Кубка России 2016 (г.Икша);
- Финалист Этапа Кубка мира 2016 (г.Баку);
- Серебро Чемпионата России 2016 в упражнении смешанные команды (с В.Шомин);
- Золото командное Чемпионата Мира среди военных 2016 (г.Доха);
- Бронза личная Чемпионат Мира среди военных (CISM) 2016 (г.Доха);
- Обладательница Абсолютного рекорда России в упражнении СКИТ 75/75[8];

2015
- Золото 1-го этапа Кубка России 2015 (Краснодар);
- Золото Кубка Москвы 2015;
- Золото чемпионата России по стендовой стрельбе 2015[8] (Краснодар);
- Бронза чемпионата России в упражнении смешанные команды 2015 (с Валерием Шоминым);
- Участница Европейских игр 2015 (Баку);
- Серебро Финала Кубка России 2015 (Икша);
- 6 Всемирные Военные  Игры CISM 2015: Золото в команде, установлен рекорд командного результата  Золото личное, установлен личный рекорд[8];

2014
- Участник и финалист этапов Кубка мира и Чемпионата мира 2014 года;
- Серебро в личном замете Чемпионата России 2014 (Каменск-Уральский);
- Бронзовая медаль Чемпионата России в упражнении смешанные команды (гКаменск-Уральский) 2014 (с Валерием Шоминым);
- Бронзовая медаль 8-го этапа Кубка России (Липецк) 2014;
- Золотая медаль Кубка Москвы 2014;

2013
- Бронзовая медаль 1-го этапа Кубка России (Краснодар) 2013;
- Серебряная медаль 4-го этапа Кубка России (Москва) 2013;
- Серебряная медаль Чемпионата Москвы 2013;
- Золотая медаль мужского зачета Кубка Москвы 2013;
- Золотая медаль командного зачета Универсиады 2013 (Казань);
- Золотая медаль Чемпионата России (Казань) 2013;

2012
- Серебряная медаль Открытого 15-го Гран-При Литвы (Вильнюс) 2012;
- Золотая медаль 11-го этапа Кубка России (Ростов-на-Дону) 2012;
- Серебряная медаль 12-го этапа Кубка России (Краснодар) 2012;

2011
- Золотая медаль Этапа Кубка России (Москва) 2011;
- Серебряная медаль 4-го этапа Кубка России (Казань) 2011;
- Золотая медаль 7-го этапа Кубка России (Сургут) 2011;
- Бронзовая медаль Чемпионата России (Икша) 2011;
- Серебряная медаль Финала Кубка России (Икша) 2011;
- Бронзовая медаль второго Чемпионата СНГ (Алма-Ата) 2011;
- Бронзовая медаль командного зачета второго Чемпионата СНГ (Алма-Ата) 2011;

2010
- Бронзовая медаль 1-го этапа Кубка России 2010 года;
- Серебряная медаль Финала Кубка России 2010 года (Икша);

2008-2009
- Участник Второго Всемирного студенческого Чемпионата по стрелковым видам спорта (Пекин, Китай) 2008;
- Бронзовые медали Чемпионата России 2008 и 2009 годов;

2006
- Золотая медаль международных юниорских соревнований (Брно) 2006 год;
- Золотые медали Первенств России (Краснодар) 2006 год;
- Серебряная медаль Чемпионата России (Новосибирск) 2006 год;
- Бронзовая медаль Чемпионата Европы среди юниоров (Марибор, Словения) 2006 год;
- Бронзовая медаль Чемпионата России (Краснодар) 2006 год;
- Серебряная медаль и диплом Министерства образования РФ на I летней Спартакиаде молодежи России (Сургут) 2006 год;

Золотые медали Первенства России: 2003 года (Мытищи), 2005 года (Новосибирск),  2006 года (Краснодар);
Многократный победитель и призер коммерческих соревнований: чемпионатов Московской области, СК «Аквилон», турниров «Золотая осень», на приз патрона «Тайга», соревнований на приз РСОО и т. п., разных лет;

## Награды
- Медаль ордена «За заслуги перед Отечеством» I степени (2022);
- Медаль Министерства обороны Российской Федерации «За укрепление боевого содружества» (2019);
- Медаль ордена «За заслуги перед Отечеством» II степени (2016)[9];
- Медаль «За воинскую доблесть» II степени Министерства обороны РФ (2015);
- Почётная грамота Президента Российской Федерации за высокие спортивные достижения (2013);
- Диплом Министерства образования и науки Российской Федерации (2006);